# Первая битва под Калушином
Первая битва под Калушином — одно из вооруженных столкновений в ходе Польского восстания 1830—1831 годов, которое произошло 5 (17) февраля 1831 года близ польского города Калушин.

## История
При наступлении главных сил Русской Императорской армии под командованием фельдмаршала графа Ивана Ивановича Дибича-Забалканского к Варшаве, Калушин был занят польской дивизией Жимирского (8 батальонов, 12 эскадронов, 28 орудий), а у села Добре (см. Бой под Добрым, который состоялся в этот же день) стояла дивизия генерала Яна Скржинецкого (12 батальонов, 4 эскадронов, 12 пушек). 

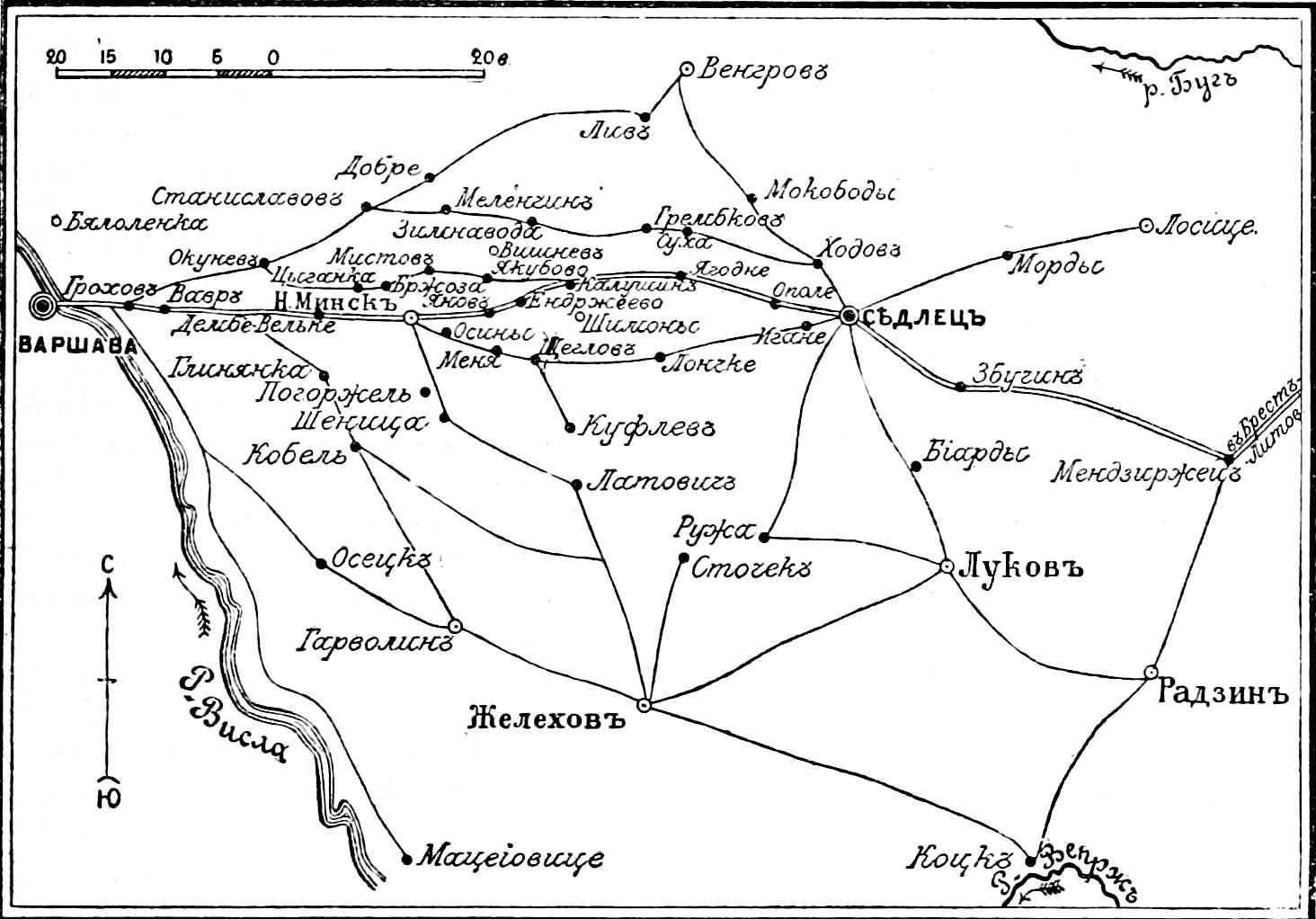
Театр военных действий
(рисунок из статьи «Калушин»
«Военная энциклопедия Сытина»)

Польский генерал Франтишек Жимирский, выслав на подкрепление Скржинецкого один полк, а для связи с ним отряд Вольского (1 батальон, 3 эскадрона), с остальными войсками (8 батальонов, 12 эскадронов, 28 пушек) расположился 5 (17) февраля 1831 года за Калушиным; фронт позиции прикрывался ручьём, переправы через который, кроме одной плотины, были разрушены; за ручьем ряд лесистых высот; артиллерия могла обстреливать плотину на шоссе; пехота стала на опушке леса, конница — позади, в резерве.
Русский генерал Карл Фёдорович Толь, начальствовавший резервом армии и следовавший по шоссе на Калушин, решил обойти хорошо укреплённую позицию, разделив силы на три колонны: гвардия Цесаревича следовала по шоссе; две гренадерские, уланская и конно-егерская бригады, под началом самого Толя, направлены на Тржебучу в обход левого фланга Жимирского; бригада 2-й гренадерской д-зии (карабинерная) с бригадой конных егерей, под началом генерала Петра Ивановича Фрейганга — по лесной дороге на Шимоны и Ольшевицы в обход правого фланга.
Толь вышел к Калушину раньше средней колонны и приказал занять населённый пункт. Поляки, встретив гренадер ружейным огнем из-за вала, стали отступать. Жимирский отступил к Ендржееву, но так как ему угрожал обход Фрейганга, то он стал отступать дальше и, несмотря на преследование его отрядами Фёдора Клементьевича Гейсмара, успел достигнуть Новоминска (ныне Миньск-Мазовецки).